# David Nelson (aktor)
David Nelson (ur. 24 października 1936 w Nowym Jorku, zm. 11 stycznia 2011 w Los Angeles) – amerykański aktor, reżyser i producent filmowy.

## Życiorys
Syn komika Ozzie Nelsona i piosenkarki Harriet Nelson. Był starszym bratem nieżyjącego już piosenkarza Ricky'ego Nelsona. Całą rodziną zagrali w serialu The Adventures of Ozzie i Harriet, gdzie aktor wyreżyserował kilka odcinków. Po zakończeniu serialu Nelson nadal zajmował się aktorstwem i reżyserią. Zagrał między innymi w: Statku miłości (1978), Beksie (1990) i filmie fantasy Ponad światem (1992). W 2006 roku wyreżyserował film Magiczne buty 2 i była to jego ostatnia produkcja filmowa.
Był dwukrotnie żonaty z June Blair i Yvonne O'Connor Huston.
Zmarł 11 stycznia 2011 roku w Los Angeles w wieku 74 lat na raka jelita grubego.